# 11 brumaire
11 vendémiaire 11 frimaire
Le primidi 11 brumaire, officiellement dénommé jour du salsifis, est le 41e jour de l'année du calendrier républicain.
C'était généralement le 1re jour du mois de novembre dans le calendrier grégorien.